# 엘리노어 릭비
《엘리노어 릭비》(영어: The Disappearance of Eleanor Rigby)는 2013년 공개된 미국의 영화이다. 《엘리노어 릭비: 그 남자》, 《엘리노어 릭비: 그 여자》, 《엘리노어 릭비: 그남자 그여자》 3편의 영화로 구성되어 있다.